# Peperomia alwynii
Peperomia alwynii är en pepparväxtart som beskrevs av R. Calleias & J. Betancur. Peperomia alwynii ingår i släktet peperomior, och familjen pepparväxter. Inga underarter finns listade i Catalogue of Life.